# Offshore-Windpark Meerwind
Meerwind Süd | Ost ist ein Offshore-Windpark in der deutschen Ausschließlichen Wirtschaftszone in der Nordsee nördlich der Insel Helgoland. Direkt nördlich liegt das Baufeld des Offshore-Windparks „Nordsee Ost“, mit dem eine gemeinsame Sicherheitszone im 500-Meter-Abstand um die äußeren Bauwerke besteht.

## Allgemeines

Lage von Meerwind innerhalb der Windparks in der Deutschen Bucht und deren Anbindung ans Festland

Ursprünglich bestand das Projekt des heutigen Offshore-Windparks aus den beiden benachbarten Windparks „Meerwind Süd“ und „Meerwind Ost“, die seit 2012 vom Genehmigungsinhaber WindMW GmbH in Bremerhaven als ein zusammengefasster OWP mit Namen „Meerwind Süd|Ost“ geführt werden.
Beide Offshore-Windparks wurden ursprünglich von der Windland Energieerzeugungs GmbH, später von der WindMW GmbH geplant. Der Windpark umfasst eine Fläche von zusammen rund 40 km², die 24 Kilometer nordnordwestlich der Insel Helgoland liegt.
Nach Antrag vom 22. September 2006 wurde der Bau und Betrieb des Windparks mit zweimal 40 Windenergieanlagen (WEA) mit je bis zu 5 MW Nennleistung am 16. Mai 2007 vom Bundesamt für Seeschifffahrt und Hydrographie (BSH) auf Grundlage der Seeanlagenverordnung genehmigt. Mit dem Bau wurde im August 2012 begonnen.
Der Windpark ging im September 2014 im Probebetrieb ans Netz. Am 10. November 2014 erfolgte die Einweihung bei einem Festakt in Bremerhaven. Bis zum Jahresende sollte der Vollbetrieb aufgenommen werden. Die WindMW GmbH betreibt an ihrem Sitz in Bremerhaven auch eine Leitstelle zur Steuerung der Anlagen. Auf der Insel Helgoland betreibt WindMW einen Servicestützpunkt mit Werk- und Lagereinrichtungen für die zum Betrieb erforderlichen Techniker.
Der Windparks-Eigentümer WindMW GmbH gehörte zu 80 % dem US-Beteiligungsunternehmen Blackstone, die restlichen Anteile der Windland Energieerzeugungs GmbH. Ende 2015 wurden Verkaufsabsichten von  Blackstone bekannt. Die China Three Gorges Corporation, die in China große Wasserkraftwerke betreibt, übernahm 2016 die Anteile von Blackstone.

## Bau
Ursprünglich hatte die Norddeutsche Seekabelwerke GmbH (NSW) von der WindMW GmbH den Auftrag zur Lieferung und Installation von 108 km Mittelspannungs-Seekabel zur Verkabelung der einzelnen Windenergieanlagen mit der jeweiligen Umspannplattform der beiden Windparks erhalten. Zu den Arbeiten sollte der Kabelleger Nostag 10 verwendet werden. Die Arbeiten wurden stattdessen von VSMC durchgeführt.
Damit die Bauarbeiten im Baufeld beginnen konnten, wurde Ende Juli 2012 eine 500-Meter-Sicherheitszone um die zukünftigen Standorte der äußeren Windenergieanlagen eingerichtet. Das Kabelende der HGÜ „HelWin 1“ wurde von der Kabelverlegeeinheit „Atalanti“ am Baufeld abgelegt. In diesem Bereich wurde Ende August 2013 die von Nordic Yards gefertigte Konverter-Plattform „HelWin alpha“ als seeseitige HGÜ-Station errichtet.
Bis April 2013 waren die 80 Monopile-Fundamente von Cuxhaven geholt und im Baufeld eingerammt worden. Dazu wurden die Errichterschiffe „Zaratan“ und „Leviathan“ des britischen Offshore-Dienstleisters Seajacks eingesetzt. Bis zum 3. April 2014 waren die Windturbinen mit den Rotoren installiert und die Umspannplattform aufgestellt.

## Netzanbindung

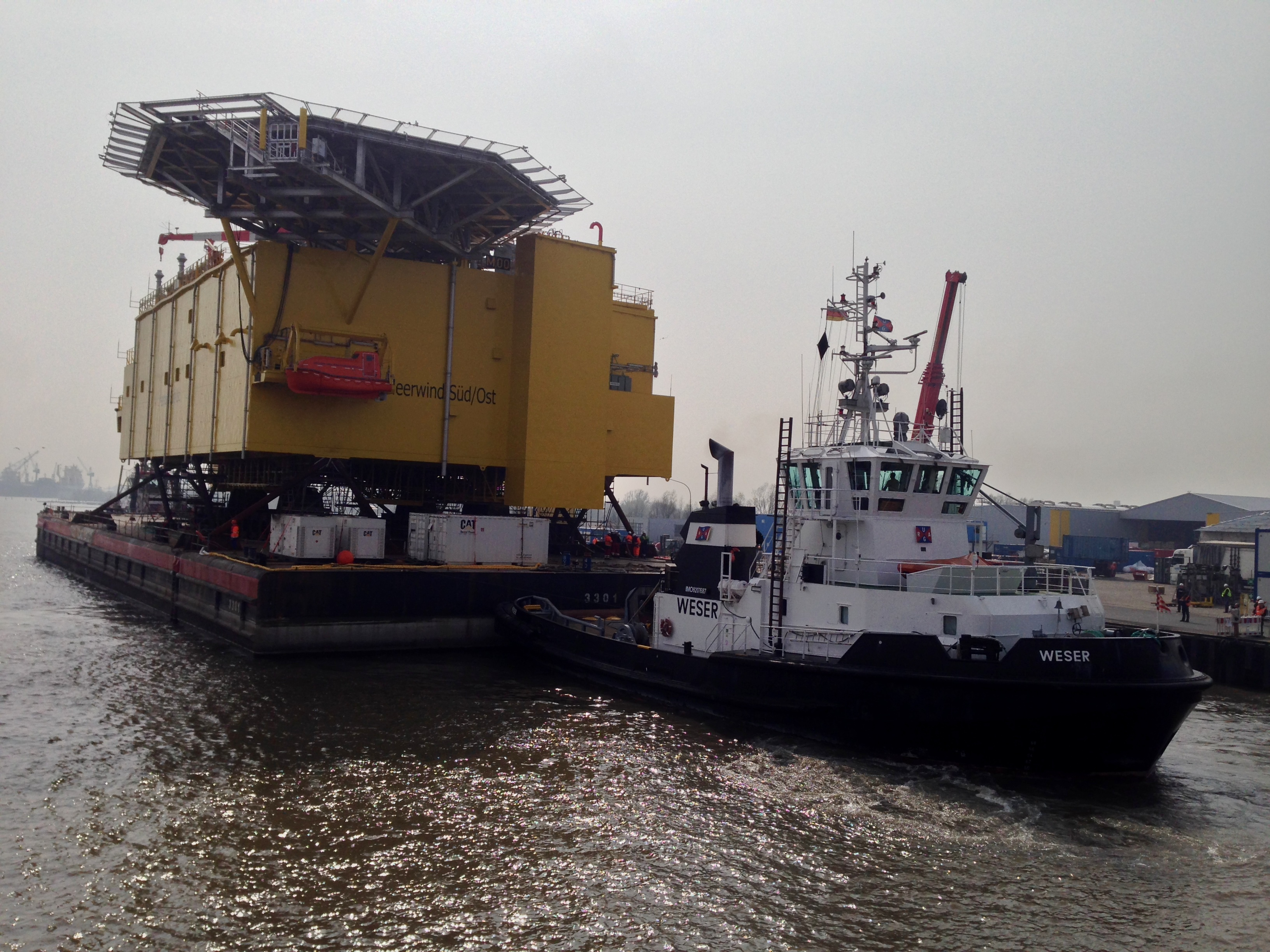
Umspannplattform Der dicke Malte in Bremerhaven 2014

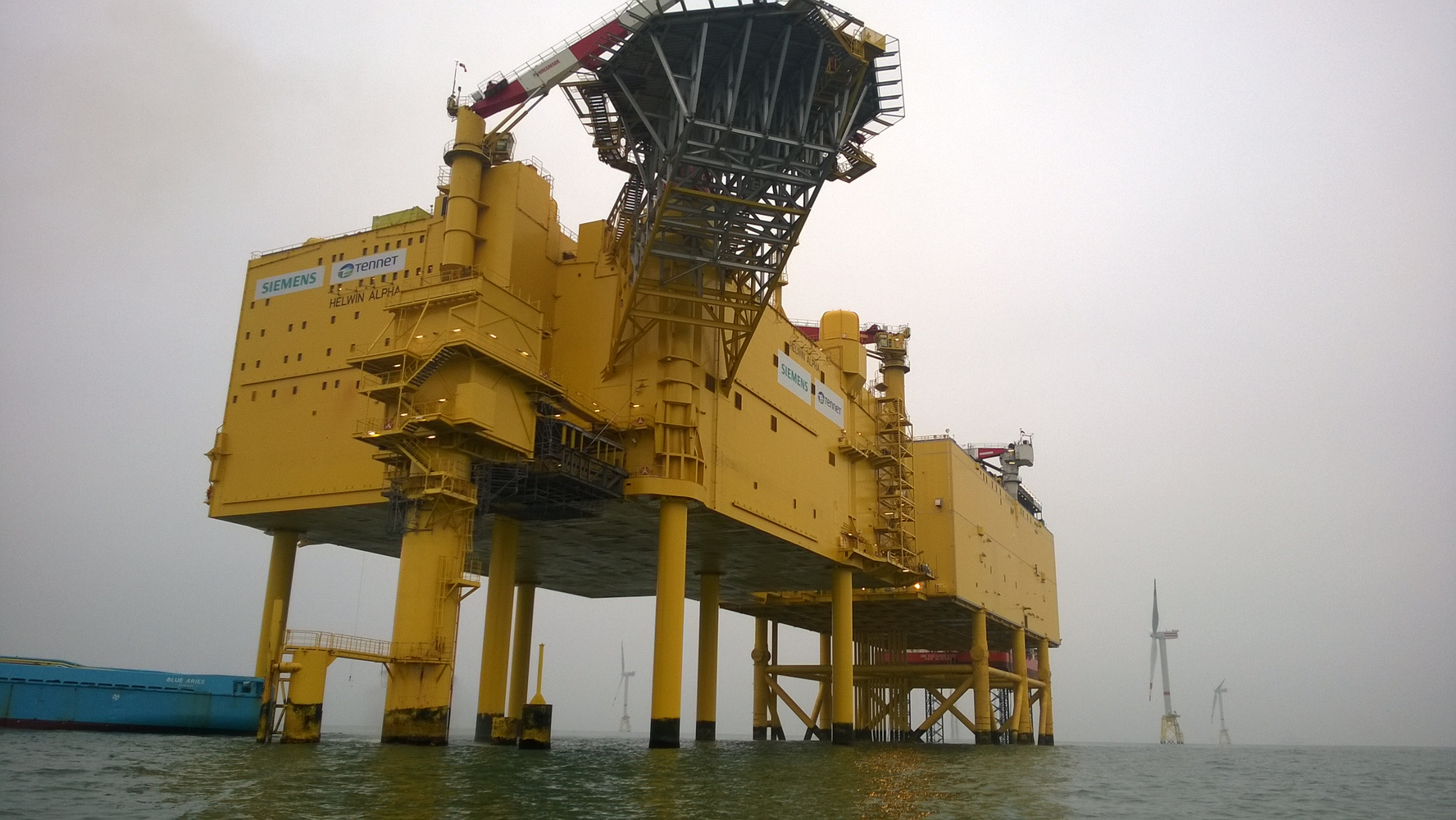
Die verbundenen Konverter-Plattformen HelWin alpha und HelWin beta

Die Windenergieanlagen sind über Mittelspannungskabel mit der Umspannplattform im Windpark verbunden, die den Dreiphasenwechselstrom (Drehstrom) von 33 kV auf Hochspannung von 155 kV transformiert. Die Umspannplattform mit dem Namen Der dicke Malte wurde durch das Stahlbauunternehmen BVT Bremen der Heinrich Rönner Gruppe aus Bremerhaven gefertigt. Von dort aus wird der Strom mittels einer Seekabel-Verbindung an das Offshore-HGÜ-System HelWin1 des Übertragungsnetzbetreibers Tennet TSO geleitet. An die Konverterplattform HelWin alpha schließt auch der Offshore-Windpark Nordsee Ost an. Nach Umwandlung in Gleichstrom erfolgt die Übertragung über 130 km (davon 85 km Seekabel und 45 km Erdkabel) in die Konverterstation im Umspannwerk Büttel bei Büttel (Elbe).
Die Konverter-Plattform HelWin alpha wurde von Siemens geliefert, Ende August 2013 aufgestellt und Mitte 2014 fertiggestellt. Mit der Übergabe von an TenneT ging die HGÜ-Netzanbindung HelWin1 im Februar 2015 in den kommerziellen Betrieb.